# Monestir de Sant Feliu de Guíxols
El monestir de Sant Feliu de Guíxols, està situat en la població de Sant Feliu de Guíxols, al Baix Empordà. A les dependències superiors, juntament amb les del Museu d'Història de Sant Feliu de Guíxols (primera planta), es proposa com a futura seu de la Col·lecció Carmen Thyssen-Bornemisza, en la seva secció de pintura catalana.

## Descripció
El conjunt monàstic de Sant Feliu de Guíxols és fruit de diversos moments constructius i de restauracions. És centrat per l'església d'una nau amb transsepte i tres absis poligonals. La meitat occidental de la nau, romànica, és coberta amb volta de canó lleugerament ultrapassada. El tram occidental, el transsepte i els absis, d'època gòtica (segle XIV), són coberts amb volta de creueria.

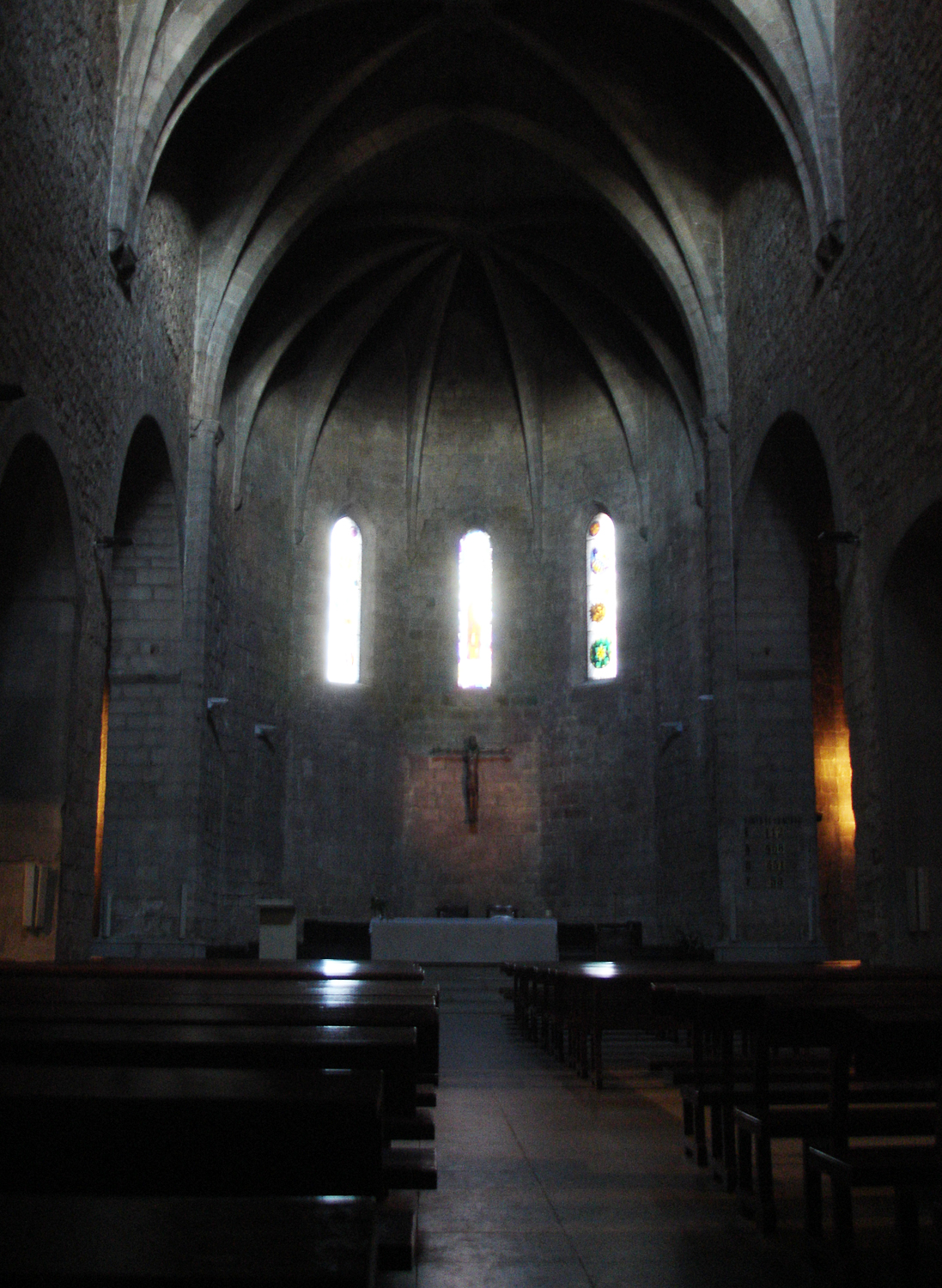
Vista interior de l'absis central de l'església gòtica.

El frontis, d'origen romànic i força restaurat, està precedit per l'anomenada Porta Ferrada, de cronologia incerta, que està separada més de tres metres de la façana de l'església a la qual va ser integrada com a pòrtic d'entrada. Amb tot, hom suposa que formava part d'una construcció anterior. La part inferior té tres arcs de ferradura sobre quatre columnes cilíndriques amb capitells molt simples. La superior té tres finestres trífores (també amb arquets de lleugera ferradura), cada una de les quals correspon a un dels arcs inferiors. La Porta és coronada per un fris de dinou arcuacions cegues. Sembla que per l'extrem de migdia la porta continuava. Ha quedat exclòs que originàriament fos un pòrtic, l'ala d'un claustre o una filera d'arcades que dividís l'església del segle x. Les opinions es divideixen quant a la cronologia: pot ser del segle x, XI o XII.
L'església de Sant Feliu queda emmarcada per la torre del Fum (al nord) i la del Corn (al sud). La del Fum és de planta en forma de semicercle i s'aixeca sobre un basament format per les ruïnes d'un edifici del segle v, cobert amb cúpula. Aquesta torre, que hom suposa coetània de la Porta Ferrada, fou sobrealçada posteriorment (segles XIV-XV). La torre del Corn, de planta quadrada, s'alça sobre una filada de carreus escairats força grans d'època tardoromana o visigòtica. El seu aparell constructiu és de pedres petites sense treballar i carreus als angles. En un moment posterior al segle xvii (se sap que el 1686 tenia 95 pams d'alçada), ha estat escapçada. Sembla que correspon a l'època de l'església romànica (segles X-XI).

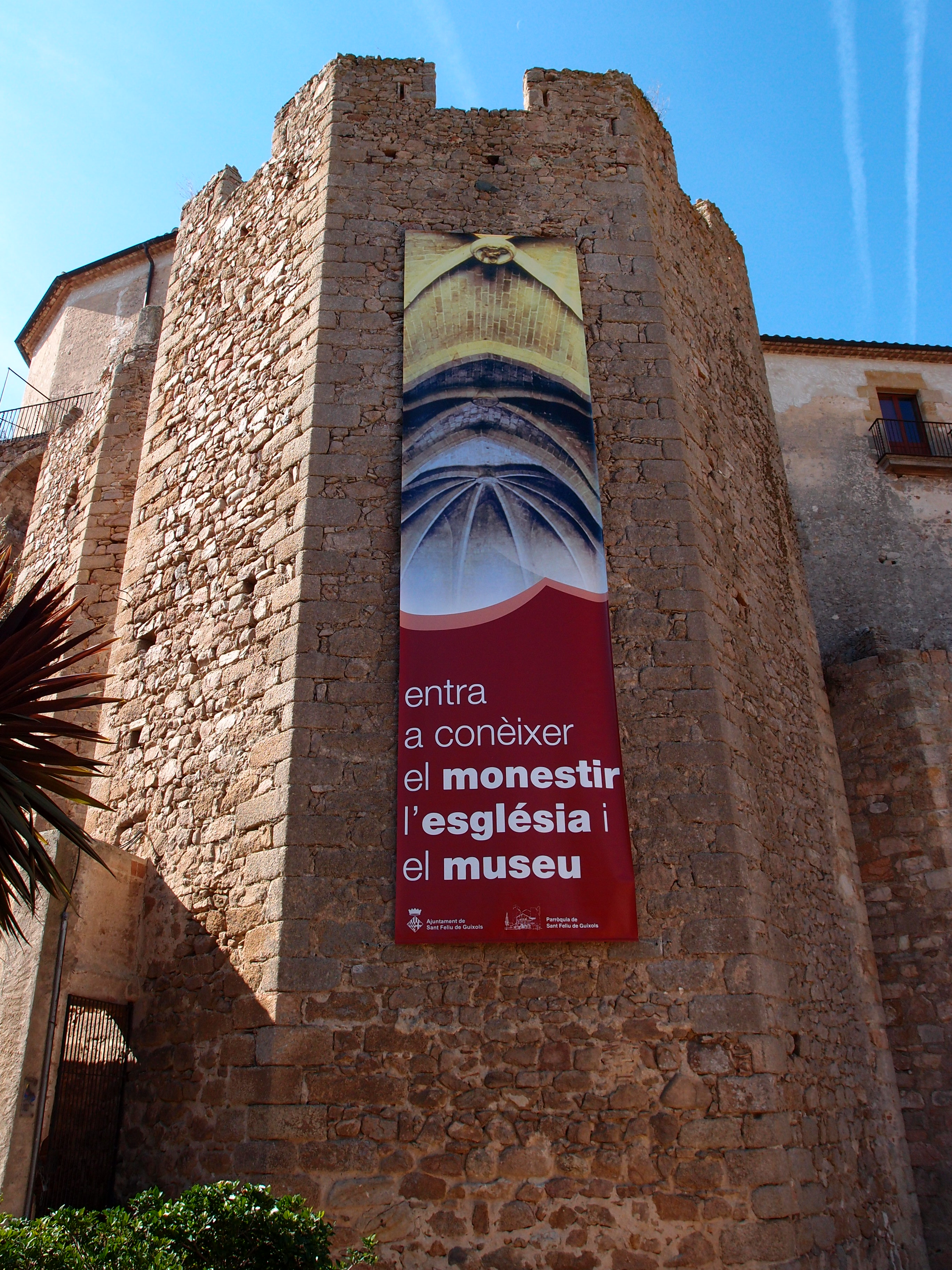
Torre de Tramuntana

A la segona meitat del segle xiv, d'acord amb les disposicions del rei Pere el Cerimoniós es va fortificar tot el monestir amb cinc torres sobre la capçalera gòtica i un pas de ronda entre elles. La més ben conservada d'aquestes torres és la dels Reis o de Tramuntana. Té planta poligonal i està acabada amb merlets. Els angles estan reforçats amb filades i en els murs apareixen petites obertures.

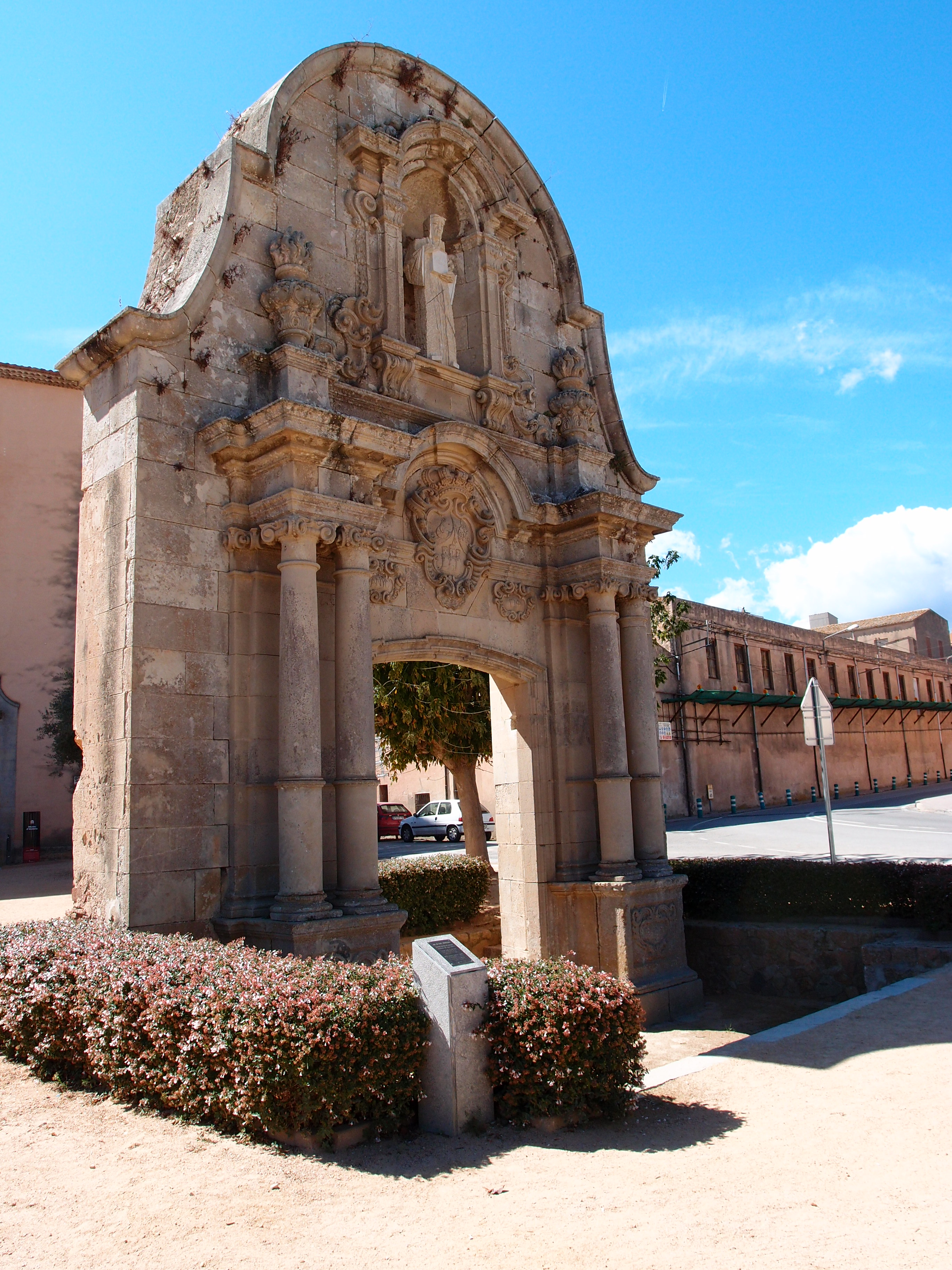
Arc de Sant Benet

Al sector sud del recinte, hi ha un gran edifici del segle xviii, construït en època de l'abat Benet Penyelles (1705-17), que correspon a les dependències monacals. A ponent de l'església es troba l'Arc de Sant Benet, també del segle xviii, que fou l'entrada principal al clos monacal.

## Història
La primera documentació d'aquest monestir de l'orde benedictí, apareix l'any 968 per la concessió que el rei Lotari fa a l'abat Sunyer, per a poder regir al mateix temps els monestirs de Sant Pol de Mar i de Sant Feliu de Guíxols. No obstant això, l'any 1016, els comtes Ramon Borrell i la seva esposa Ermesenda confirmen unes possessions que s'havien donat amb anterioritat als comtes Sunyer i Riquilda, sent que el comte Sunyer havia mort en l'any 947, pel que se suposa que el monestir ja hauria d'existir en aquesta data.
Va passar a dependre de l'Abadia de Lagrasse, juntament amb el de Sant Pere de Galligants, quan Ramon Berenguer III, els va cedir al seu germà Berengar de Narbona l'any 1117, representant això greu enfrontaments fins a assolir de nou la seva independència.
Es van concedir per part dels abats grans privilegis per a afavorir l'arribada de nous habitants entre els anys 1181 i 1203. També es va sol·licitar al rei Pere I, el poder construir una fortificació. El monestir va contribuir amb l'aportació de 179 homes per a la conquesta de l'illa de Mallorca. Les seves possessions es van anar estenent i per a evitar els càrrecs de provisió es va unir al Monestir de San Benet el Real de Valladolid, fins a l'any 1835 que per la desamortizació del govern de Mendizábal va passar a ser la parròquia de la població.
Després de diversos contactes entre les institucions locals, el Ministeri de Cultura d'Espanya i la baronessa Carmen Cervera, el gener de 2008 es va anunciar que una part del monestir es destinarà a albergar una de les diverses seus de la Col·lecció Carmen Thyssen-Bornemisza, i més en concret els fons d'art català dels segles XIX i XX.